# Trip rock
Trip rock es un subgénero musical de la música rock  al que pertenecen bandas y músicos como: Gorillaz, Archive y más. 
Es una fusión de trip-hop y rock, principalmente pop alternativo y post-rock, pero también puede encontrar las conexiones con las nuevas formas de rock alternativo , influencias del rap rock de finales de los años 1960 e incluso algunas facetas del rock gótico o del darkwave. La esencia radica en el fuerte contraste entre las voces-coros y las melodías de guitarras eléctricas distorsionadas con el background de ritmo lento, recreando una atmósfera musical densa. El trip rock también fue utilizado por la banda holandesa The Gathering para describir su música desde 1999, no en el sentido de rock influenciado por el trip hop, sino como un "trippy" que se podría clasificar entre géneros como rock alternativo, rock progresivo, rock gótico.
- Datos: Q239459